# Phú Yên (xã)
Phú Yên là một xã thuộc huyện Phú Xuyên, thành phố Hà Nội, Việt Nam.
Xã Phú Yên có diện tích 4,33 km², dân số năm 1999 là 4129 người, mật độ dân số đạt 954 người/km².